# Paracrinoidea
Paracrinoïdes
Classe
Position phylogénétique
- Bilatériens
  - Orthonectides
  - Acœles
  - Némertodermatides
  - Deutérostomiens
    - Chordata
      - Céphalochordés
      - Olfactores
        - Tuniciers
        - Crâniés
          - Myxines
          - Vertébrés

    - Xénambulacraires
      - Xénoturbellides
      - Ambulacraires
        - Hémichordés
        - Échinodermes

  - Protostomiens
    - Chétognathes ?
    - Lophotrochozoaires
    - Ecdysozoaires

Groupe frère :  Hemichordata 
Les Paracrinoidea (paracrinoïdes en français) sont une classe d'échinodermes connus uniquement sous forme fossile.

## Description et caractéristiques
Les Paracrinoidea sont une classe éteinte d'échinodermes blastozoaires à tige. Ils vivaient dans les mers peu profondes de l'Ordovicien inférieur au Silurien inférieur. Alors que les blastozoaires sont généralement distingués par le type de structures respiratoires présentes, on ne sait pas exactement de quel type de structures respiratoires disposaient les paracrinoïdes. Malgré le nom du taxon, les paracrinoïdes ne sont pas particulièrement liés aux crinoïdes.
Les paracrinoïdes se caractérisent par une bouche comportant deux à cinq bras buccaux disposés de manière asymétrique ou quelque peu bisymétrique. Ils ont un intestin en forme de U, et leur anus est situé à côté de la bouche (comme chez les crinoïdes). Ils ont un corps central de forme irrégulière (appelé « Thèque »), et une tige, superficiellement similaire aux crinoïdes, et peuvent avoir utilisé la tige pour se fixer à un substrat, bien que certaines reconstructions les montrent partiellement enterrés dans les sédiments. 

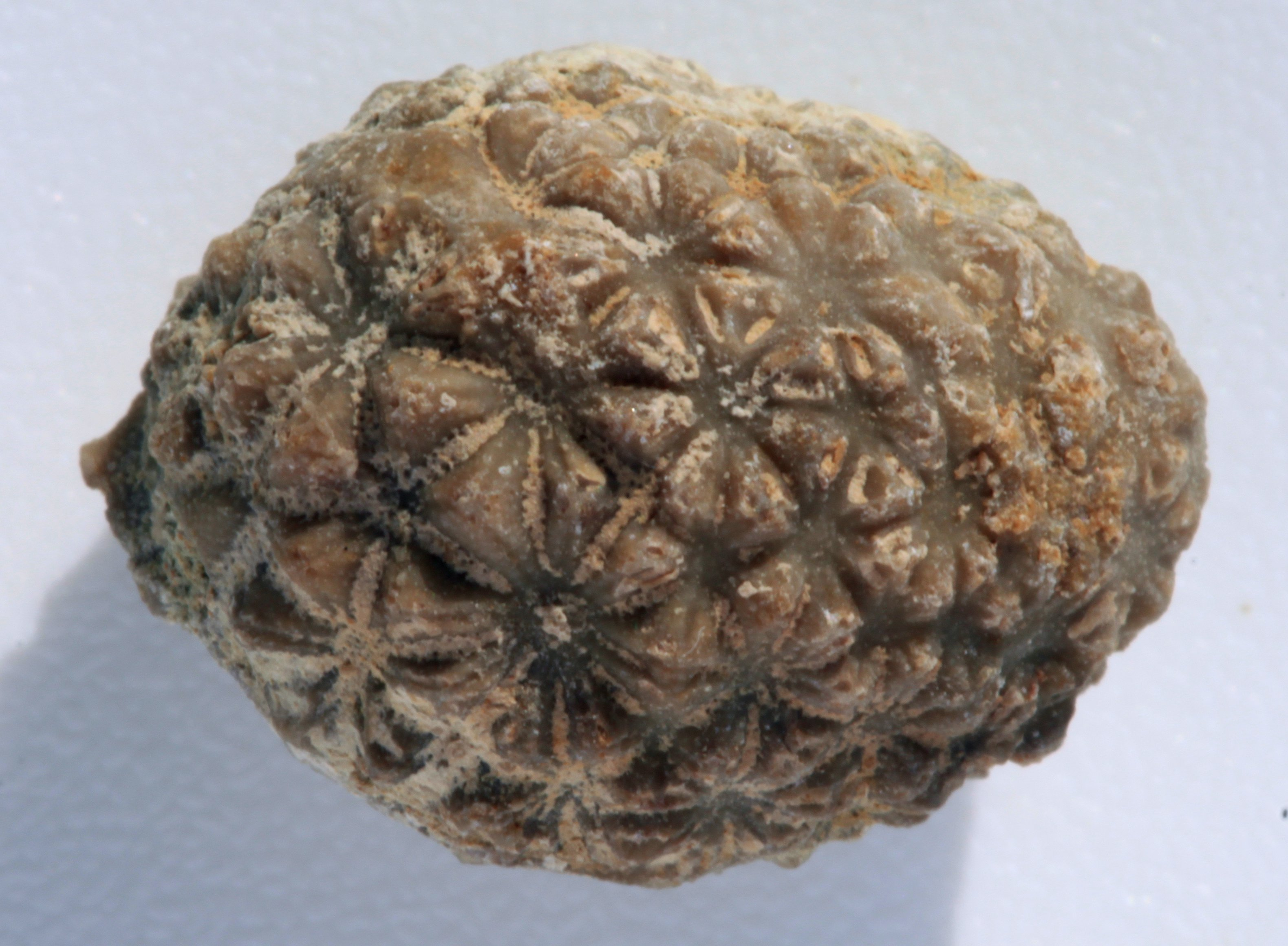
Thèque fossilisée de Oklahomacystis tribrachiatus

## Liste des sous-taxons
- Ordre †Comarocystitida
  - ?Famille †Heckeritidae
    - †Heckerites

  - Famille †Amygdalocystitidae
    - †Achradocystites Volborth, 1870
    - †Amygdalocystites Billings, 1854 (= Ottawacystis) (?= Billingsocystis)
    - †Oklahomacystis Parsley & Mintz, 1975 (Bassler, 1943)
    - †Ovulocystites Frest et al., 1980

  - Famille †Comarocystitidae Balther, 1899
    - †Comarocystites Billings, 1854
    - †Implicaticystis
    - †Sinclairocystis
- Ordre †Platycystitida
  - Famille †Platycystitidae
    - Subfamille †Canadocystinae Frest, Strimple, & Coney, 1979
      - †Canadocystis (=Sigmacystis)

    - Subfamille †Platycystitinae Frest, Strimple, & Coney, 1979
      - †Globulocystites Frest, Strimple, & Coney, 1979
        - †Globulocystites rotundatus Frest, Strimple, & Coney, 1979 (type)
        - †Globulocystites cristatus (Bassler)
        - †Globulocystites infundus Frest, Strimple, & McGinnis, 1977, p. 215

      - †Platycystites Miller, 1889
        - †Platycystites faberi Miller, 1889  (type)
        - †Platycystites ovalis Frest, Strimple, & Coney, 1979
        - †Platycystites sp. Frest, Strimple, & Coney, 1979

  - †Famille Malocystitidae
    - †Malocystites
    - †Wellerocystis

  - †Famille Bistomiacystitidae
    - †Bistomiacystis
- Ordre incertae sedis
  - †Famille Springerocystidae Bassler, 1950
    - †Columbocystis
    - †Foerstecystis
    - †Springerocystis

## Systématique
La classe des Paracrinoidea a été créée en 1945 par le géologue et paléontologue suédois Gerhard Regnéll (d) (1915-2002).